# Zelfverbranding

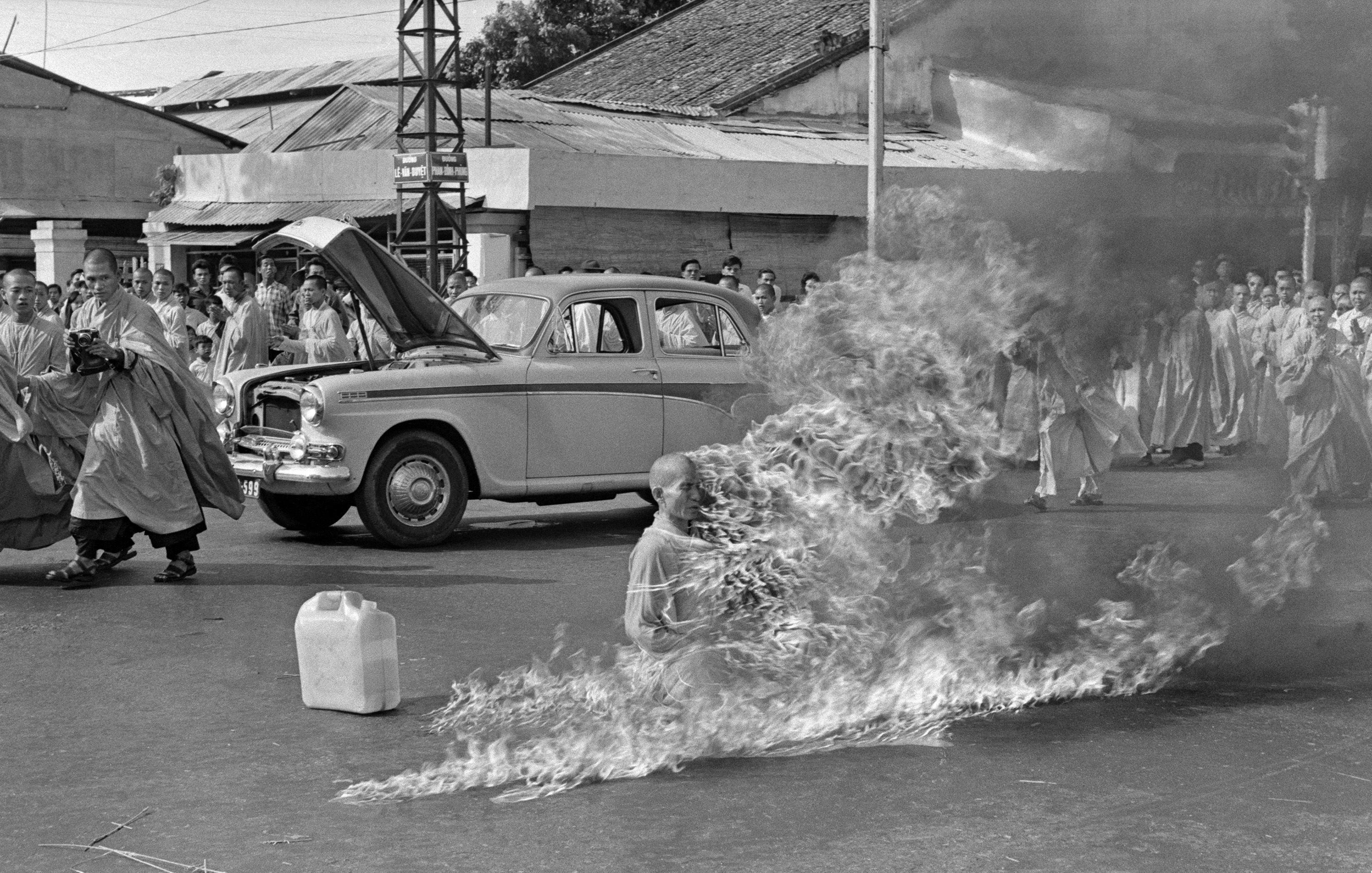
De zelfverbranding van Thích Quảng Đức als protest tegen de discriminatie van boeddhistische monniken door het Zuid-Vietnamese regime van Ngô Đình Diệm (11 juni 1963)

Zelfverbranding is het zichzelf in brand steken, vaak als vorm van protest, als zelfmoordpoging of uit martelaarschap. Het verschijnsel is in bepaalde culturen al eeuwenlang een traditie. Vandaag de dag wordt het vooral gezien als een radicale vorm van politiek protest.

## Geschiedenis
Zelfverbranding wordt getolereerd in bepaalde elementen van het mahayana en hindoeïsme. In India wordt zelfverbranding reeds sinds eeuwen toegepast om verschillende redenen, waaronder weduweverbrandingen, toewijding en bekering. Bepaalde krijgerculturen zoals de Charan en de Rajputs deden ook aan zelfverbranding.
Uit de klassieke oudheid zijn de zelfverbrandingen bekend van de Indische gymnosofist Zarmanochegas rond 19 v.Chr. in Athene en van de cynische wijsgeer Peregrinos Proteus in 165.
Tijdens de Raskol staken hele dorpen van oudgelovigen zichzelf in brand als vorm van “vuurdoop”. Er zijn ook documentaties van incidentele zelfverbrandingen onder jezuïeten in Frankrijk, begin 17e eeuw. Hun zelfverbranding was echter niet bedoeld om het eigen leven te beëindigen; ze verbrandden speciale delen van hun lichaam om de pijn die Jezus moest ondergaan tijdens de kruisiging te symboliseren.
Ook later kwamen – meestal politiek geïnspireerde – zelfverbrandingen voor in onder meer China, India en de Arabische wereld. 
Tussen 1960 en 2000 zijn ten minste 533 zelfverbrandingen gerapporteerd in de westerse media. India is het land met de meeste zelfverbrandingen. Hier vonden in 2000 en 2001 tussen de 1451 en 1584 zelfverbrandingen plaats.

## Zelfverbranding als protest
Zelfverbranding uit protest wordt vaak uitgevoerd op een openbare plaats om zo veel mogelijk aandacht te trekken.
Het gebruik van zelfverbranding als vorm van politiek protest komt mogelijk uit Vietnam. Hier stak tijdens het regime van president Ngô Đình Diệm een groot aantal boeddhistische monniken zichzelf in brand als protest tegen het feit dat het boeddhisme door hem werd gediscrimineerd ten gunste van het rooms-katholieke geloof. Onder hen bevond zich Thích Quảng Đức, wiens zelfverbranding op film werd vastgelegd, waarna de beelden de hele wereld over gingen.
In 1969 staken de Tsjecho-Slovaakse studenten Jan Palach en Jan Zajíc en de Pool Ryszard Siwiec zichzelf in brand als protest tegen de inval van het Rode Leger in Tsjecho-Slowakije die een eind maakte aan de Praagse Lente.
Tussen 1965 en 1970 staken vier Amerikanen zich in brand uit protest tegen de Vietnamoorlog. Op 16 maart 1965 stak 82-jarige Alice Herz zich voor de University of Michigan in brand, op 2 november 1965 deed Norman Morrison hetzelfde voor het Pentagon uit protest tegen het gebruik van napalm. Op 9 november 1965 stak de 22-jarige Roger Allen LaPorte zich voor het gebouw van de Verenigde Naties in New York in brand en op 10 mei 1970 de 23-jarige George Winne jr. op de Campus van de University of California in San Diego.
Op 18 augustus 1976 stak de Lutherse dominee Oskar Brüsewitz zich in brand uit protest tegen de politieke onderdrukking in de DDR.
In 2011 leidde de zelfverbranding van de Tunesische straatverkoper Mohammed Bouazizi in december 2010 tot grootschalige protesten die resulteerden in het aftreden van president Ben Ali. Dit zorgde voor een serie onrusten in andere landen in het Midden-Oosten.
Op 6 april 2011 stak de 36-jarige Iraanse asielzoeker Kambiz Roustayi zichzelf in brand op de Dam in Amsterdam. Hij vreesde te worden uitgezet en overleed een dag na de zelfverbranding.
Sinds maart 2011 vinden er in Tibet geregeld zelfverbrandingen plaats uit protest tegen de Chinese overheersing.
Op 14 april 2018 stierf de Amerikaanse advocaat David Buckel in New York door zelfverbranding, uit protest tegen het gebruik van fossiele brandstoffen.
Op 9 september 2019 stak de Iraanse Sahar Khodayari zichzelf in brand uit protest tegen haar arrestatie en gevangenisstraf omdat zij een voetbalstadion binnen ging om wedstrijden te kijken.